# Valea Ursului (okręg Vâlcea)
Valea Ursului – wieś w Rumunii, w okręgu Vâlcea, w gminie Fârtățești. W 2011 roku liczyła 156 mieszkańców.